# Гунчэн-Яоский автономный уезд
Гунчэн-Яоский автономный уезд (кит. упр. 恭城瑶族自治县, пиньинь Gōngchéng Yáozú zìzhìxiàn) — автономный уезд городского округа Гуйлинь Гуанси-Чжуанского автономного района (КНР).

## История
Во времена империи Суй из уезда Пинлэ в 617 году был выделен уезд Чачэн (茶城县). После смены империи Суй на империю Тан он был в 620 году переименован в Гунчэн (恭城县).
В составе КНР в 1950 году был образован Специальный район Пинлэ (平乐专区) провинции Гуанси, и уезд вошёл в его состав. В 1958 году провинция Гуанси была преобразована в Гуанси-Чжуанский автономный район; Специальный район Пинлэ был при этом расформирован, и уезд перешёл в состав Специального района Гуйлинь (桂林专区).  В 1972 году Специальный район Гуйлинь был переименован в Округ Гуйлинь (桂林地区).
Постановлением Госсовета КНР от 3 февраля 1990 года уезд Гунчэн был преобразован в Гунчэн-Яоский автономный уезд.
Постановлением Госсовета КНР от 27 августа 1998 года город Гуйлинь и Округ Гуйлинь были объединены в Городской округ Гуйлинь.

## Административное деление
Автономный уезд делится на 3 посёлка и 6 волостей.